# Jan Josef Božan
Jan Josef Božan (1644 – 1. července 1716, Chroustovice) byl římskokatolický kněz, básník a pořadatel kancionálu.

## Život
Celý život shromažďoval písně pro svůj kancionál. Tento kancionál nebyl určen jen pro používání v kostele, ale také v pohodlí domova. Božan ale neměl peníze na vydání ani na zaplacení kancionálu. Naopak hrabě František Antonín Špork chudý nebyl, a tak Božanovi věnoval značnou sumu na vytištění a vydání kancionálu nazvaného Slavíček rájský. Špork si nejspíš tímto činem vylepšoval svoji pověst u církve, pro kterou byl objektem pozornosti za vydávání „nemravných tiskovin.“
Kancionál vytiskl až po Božanově smrti roku 1719 tiskař Jan Václav Týbely v Hradci Králové a úhrnem bylo vytištěno 12 000 exemplářů. Špork mnoho exemplářů rozdal kostelům zcela zdarma. Tento kancionál obsahuje cca 830 písní jedno až pětihlasých, skoro všechny s doprovodem varhan. Kancionál začíná oddílem písní adventních, následují vánoční, písně o umučení Krista Pána (včetně pašijí), písně o vzkříšení Krista Pána, velikonoční, písně na křížové dni a poutnické, písně modlitebně v čas sucha za déšť, písně o seslání ducha svatého, svatoroční, o Svaté trojici, o velebné svátosti oltářní, na den božího těla, ranní, při pospolečném k službám božím shromáždění, obecní, po kázání, písně o Panně Marii, o svatých, před stolem, po stole, písně večerní atd.
Kancionál obsahuje i četná rozjímání, která sloužila např. pro lid, který se ve svátek nedostal do kostela. Mnoho exemplářů kancionálu se dodnes dochovalo v knihovnách i v soukromém majetku a na farách.